# Tricheurymerus obscurus
Tricheurymerus obscurus är en skalbaggsart som först beskrevs av Prosen 1947.  Tricheurymerus obscurus ingår i släktet Tricheurymerus och familjen långhorningar.
Artens utbredningsområde är Paraguay. Inga underarter finns listade i Catalogue of Life.